# Christine Liégeois
Pour les articles homonymes, voir Liégeois.
Christine Liégeois est une rameuse d'aviron française.

## Carrière
Elle remporte avec Aline Peyrat la médaille d'argent en deux de couple poids légers aux Championnats du monde d'aviron 1988 à Milan.

## Famille
Elle est la mère de la rameuse Claire Bové, vice-championne olympique de deux de couple poids légers. Son mari Vincent a pratiqué l'aviron au niveau national avant de devenir entraîneur. Son fils Ivan est aussi un rameur.

## Palmarès

### Championnats du monde
- 1988 à Milan,  Italie
  -  Médaille d'argent en deux de couple poids légers